# Una pequeña parte del mundo
Una pequeña parte del mundo è il secondo album di Amaral, pubblicato nel 2000. Da esso sono stati lanciati come singoli, in ordine cronologico, i brani Como hablar, Subamos al cielo, Cabecita loca e Nada de nada.

## Tracce
1. Subamos al cielo – 3:18
2. Cabecita loca – 4:57
3. Como hablar – 4:01
4. Los aviones no pueden volar – 4:13
5. Queda el silencio – 4:00
6. Una pequeña parte del mundo – 3:27
7. Botas de terciopelo – 4:04
8. Volverá la suerte – 4:25
9. El día de año nuevo – 3:58
10. El mundo al revés – 3:04
11. Siento que te extraño – 3:36
12. Nada de nada – 3:41
13. El final – 1:50